# Liste d'expressions politiques aux États-Unis
Cet article dresse une liste d'expressions fréquemment utilisées dans la vie politique américaine.
- 51st state (51e État). Désigne un territoire susceptible de prochainement devenir un État des États-Unis, comme le district de Columbia, capitale fédérale, ou Porto Rico, qui est un État libre associé. L'expression est également utilisée plus péjorativement pour qualifier un État étranger où l'influence américaine est jugée excessive par certains et peut ainsi s'appliquer au Canada et à Israël[1].
- Across the aisle (au travers de l'allée). Expression utilisée par les représentants et sénateurs lorsqu'ils travaillent avec le parti opposé sur un texte législatif. L'allée désigne le passage séparant les républicains et démocrates dans les assemblées.
- At-large (en entier). Expression désignant un État des États-Unis dans sa totalité : les élus à la Chambre des représentants des États-Unis issus des États les moins peuplés, qui n'ont qu'un seul élu, sont dits U.S. Representatives At-large et représentent un District At-large.
- Axis of weasels (axe des fouines). Expression péjorative surtout utilisée par les médias néoconservateurs, dérivée de l'expression « axe du mal » désignant les États terroristes selon l'administration Bush. Elle a été utilisée pour désigner les célébrités ou hommes politiques américains — surtout démocrates — et les chefs d'État étrangers comme Jacques Chirac ou Gerhard Schröder, qui s'opposent à la guerre d'Irak ou à un durcissement de la politique étrangère américaine en général.
- Big lie (gros mensonge). Expression utilisée par les démocrates visant les accusations de fraude de Donald Trump à l'élection présidentielle de 2020.
- Bradley effect (effet Bradley, du nom de Tom Bradley, ancien maire de Los Angeles). Situation dans laquelle un candidat issu d'une minorité à une élection, donné gagnant par les sondages, perd face à un White Anglo-Saxon Protestant (WASP). Aucune théorie claire permet d'expliquer le phénomène.
- Carpetbagging (porter des sacs de tapis). Verbe utilisé lorsqu'un candidat se présente dans une circonscription avec laquelle il n'a pas de lien. Dérivé du terme carpetbagger utilisé lors de la Reconstruction.
- Caucus. Au sens large, il s'agit d'une réunion de sympathisants ou militants politiques. Certains États adoptent le mode de désignation des candidats à l'élection présidentielle, lors des primaires, par caucus. Les militants du parti concerné se réunissent, et au cours de discussions ouvertes, ils se répartissent par groupes en fonction de leur choix, les groupes arrivés en tête là où se sont tenus les caucus, nomment les délégués qui voteront pour leur candidat.
- Circle the wagons (faites un cercle des caravanes). Expression renvoyant aux convois de caravanes pendant la période pionnière de la conquête de l'Ouest, qui se disposent en cercle de protection en cas d'attaque ; transposée sur la scène médiatique contemporaine, l'expression invite un camp politique à se mobiliser lorsqu'il est attaqué sur un sujet particulier, et à faire corps face aux critiques qui surviennent sur un sujet particulier.
- City upon a hill (cité sur la colline). Métaphore provenant d'un sermon de John Winthrop et représentant dans le discours politique le projet civilisateur de la nation américaine ; les présidents Kennedy et Reagan reprennent cette métaphore dans leurs discours.
- Concealed carry state (État de port caché). Désigne les États dans lesquels le port d'armes à feu doit se faire de manière non-visible, en opposition aux open carry states.
- Dark horse (cheval sombre). Qualifie un candidat dont la nomination est inattendue. Ce terme s'applique ainsi aux candidats nommés par le Parti démocrate (George McGovern et Jimmy Carter aux élections présidentielles de 1972 et 1976) et par le Parti républicain (Warren Harding et Wendell Willkie aux élections de 1920 et 1940).
- Democrat In Name Only (DINO, démocrate de nom seulement). Qualifie des élus du Parti démocrate qui adoptent des positions conservatrices qui les rapprochent sensiblement du Parti républicain au point d'être parfois opposé à leur propre parti, comme dans le cas de Joe Liberman dans son soutien à la guerre d'Irak. Les membres de la Blue Dog Coalition sont souvent qualifiés par cette expression.
- Dirty trick (sale ruse). Terme employé pour qualifier les procédés douteux pour nuire à un adversaire électoral, de type espionnage ou campagne de presse sur des faits compromettants. Ce type de méthode est plus largement révélé à l'opinion publique pendant l'administration Nixon et le scandale du Watergate. Nixon est par ailleurs alors surnommé Tricky Dick (Dick le rusé).
- Drain the swamp (drainer le marais). Le marais étant une métaphore pour les personnalités politiques longuement établies à Washington, D.C., expression notamment utilisée par Donald Trump alors qu'il est candidat à la présidence et signifiant l'arrivée de nouveaux élus assumant leurs prises de positions. Les élus de longue date sont péjorativement désignés comme swamp creatures (créatures du marais), notamment Mitch McConnell et Chuck Schumer au Sénat et Nancy Pelosi à la Chambre des représentants.
- East Coast liberal (libéral de la côte est). Terme utilisé par les républicains pour désigner certains démocrates correspondant à un stéréotype. Aux États-Unis, « libéral » a un sens différent de celui que lui donne le vocabulaire politique français et signifie avoir des opinions de gauche, notamment en matière de sécurité sociale ou sur le droit à l'avortement. East Coast liberal, en faisant référence à la Nouvelle-Angleterre, est l'équivalent du terme « gauche caviar ». John Kerry en est un exemple selon ses détracteurs. Se dit aussi Limousine liberal.
- Establishment (établissement). Fonctionnaires des deux partis dominants, non élus, qui ont une implication dans la vie politique. Ils sont souvent rejetés car considérés comme illégitimes.
- Favorite son (fils préféré). Désigne soit le protégé ou l'héritier d'une personnalité politique importante, soit un candidat à une élection primaire ou présidentielle, qui recueille un score largement supérieur à sa moyenne dans l'État duquel il est élu ou originaire (ainsi, lors des primaires de 2008, Barack Obama dans l'Illinois, Hillary Clinton à New York ou John McCain dans l'Arizona et en 2016, Bernie Sanders dans le Vermont, John Kasich en Ohio ou Ted Cruz au Texas).
- Flyover country (pays de survol) ou Flyover states (États de survol). Fait référence aux parties rurales des États-Unis entre les deux côtes, notamment dans le Midwest, survolées par les élites. Expression utilisée afin de dénoter un mépris parmi les décideurs politiques qui survolent le pays de ville en ville sans en connaître les campagnes.
- French bashing (frapper les Français). Mouvement anti-français informel développé lors du refus de la France d'appuyer l'intervention américain en Irak en 2003, qui se caractérise par des campagnes de boycotts de produits français et des attaques verbales violentes des hommes politiques et médias conservateurs contre la France et les Français en général.
- Gerrymandering (mot-valise : Gerry et salamandre). Pratique inaugurée par Elbridge Gerry, gouverneur du Massachusetts de 1810 à 1812, qui consiste à manipuler les frontières d'une circonscription électorale (d'où résultent des formes tordues ressemblant par exemple à une salamandre) afin de s'assurer un avantage ou la représentation d'une minorité (Afro-Américains et hispaniques notamment), en reliant des quartiers ethniques.
- I am not a scientist (je ne suis pas un scientifique). Expression utilisée par les républicains et certains démocrates qui doutent de l'existence d'un réchauffement climatique ou questionnent les causes de son origine, en affirmant ne pas savoir analyser de façon appropriée les données du sujet et ne pouvant sonc pas donner un avis sur la chose.
- Kitchen-table issues (problèmes de table de cuisine). Désigne les préoccupations des électeurs de la classe moyenne dont ils font part autour de la table à manger, notamment les salaires, les impôts, l'éducation, ou encore les transports.
- Jim Crow laws (lois Jim Crow). Nom générique donné aux lois locales ségrégationnistes, appliquées dans les États du Deep South, entre 1876 et 1965, impliquant la séparation à l'école et dans les transports des blancs et des Afro-Américains ou des restrictions au vote pour ces derniers. Elles furent abolies par le mouvement des Droits civiques.
- Law and order (loi et ordre). Mot d'ordre programmatique, équivalent de la « tolérance zéro » particulièrement utilisé par l'équipe de campagne puis l'administration de Richard Nixon, ou le maire de New York Rudy Giuliani, préconisant une justice stricte et une répression sévère contre la criminalité, souvent jugée excessive par ses détracteurs.
- Mama Grizzly (maman grizzly). Femme politique membre du Parti républicain, plaçant les valeurs familiales au cœur de son programme électoral.
- Money primary (primaire de l'argent). Dans la campagne d'un candidat aux primaires démocrates ou républicaines pour l'élection présidentielle, c'est la période comprise entre l'annonce de la candidature et la primaire dans le premier État. La levée de fonds et la commande de nombreux sondages constitue en soi une première sélection, avant le processus électoral.
- Nanny state (État nounou). Gouvernement trop protecteur et se mêlant à outrance de la vie des citoyens.
- October surprise (surprise d'octobre). Événement inattendu qui permet une évolution significative des sondages quelques semaines avant les élections de novembre.
- Open carry state (État de port ouvert). Désigne les États dans lesquels il est légal de porter des armes à feu de manière visible, en opposition aux concealed carry states.
- Overvote (sur-vote). Situation dans laquelle un électeur vote pour plusieurs candidats lors d'un même scrutin et que son suffrage est nullifié.
- Pay to play (payer pour jouer). Situation dans laquelle un élu nomme à un poste important l'un de ses plus importants donneurs de campagne.
- Pro-life (pro-vie). Courant de pensée voulant interdire l'avortement, proche des milieux conservateurs républicains. Il est animé par de puissances organisations telle la Pro-Life Alliance of Gays and Lesbians. Les pro-choice, défendant le droit à l'avortement, s'y opposent, notamment via la NARAL Pro-Choice America.
- Ranking member (membre gradé). Au sein des comités permanents des deux assemblées du Congrès, désigne le membre le plus important du parti minoritaire, les présidences étant attribuées à des élus du parti majoritaire. Lors d'une alternance de majorité, le ranking member devient habituellement président du comité permanent.
- Reaganomics (mot-valise : Reagan et économie). Se réfère à la politique économique néo-libérale de Ronald Reagan dans les années 1980, se caractérisant par des baisses d'impôts et le désengagement de l'État.
- Republican In Name Only (RINO, républicain de nom seulement), dans le sens inverse de DINO, des républicains qui adoptent des positions progressistes.
- Shall issue (doit émettre). Loi dans certains États stipulant qu'une fois qu'une demandeur de permis d'arme à feu remplit les exigences, le permis doit être émis. Cela s'oppose aux États dans lesquels un demandeur de permis doit également se munir d'une raison de demande[2].
- Solid South (sud solide). Cela désigne les États du Sud-Est (Deep South) fermement attachés au vote démocrate après la guerre de Sécession mais ayant basculés du côté républicain après la signature des Civil Rights Act et Voting Rights Act dans le cadre du mouvement des droits civiques, par le président Lyndon B. Johnson.
- Southern strategy (stratégie sudiste). Stratégie électorale consistant à exploiter la question ethnique, voire les sentiments racistes, dans les États du Sud pour gagner les votes des électeurs blancs. Ainsi, le Parti démocrate domine le Solid South, avant qu'il ne devienne un bastion républicain après l'avancée des droits civiques en faveur des Afro-Américains dans les années 1960. Bill Clinton est accusé par les adversaires de sa femme Hillary Clinton d'utiliser la même stratégie lors des primaires démocrates de 2008 en Caroline du Nord contre Barack Obama.
- Split-ticket voting (vote au bulletin divisé). Situation lors de laquelle un électeur vote pour des candidats de différents partis lorsque plusieurs fonctions à pourvoir apparaissent sur un même bulletin de vote.
- Swing state (État oscillant). État où le vote reste très incertain avant le scrutin des élections présidentielles — à l'inverse des États rouges et États bleus — et dont l'ensemble des grands électeurs peuvent donc basculer dans le camp républicain ou démocrate. La Floride en 2000 et l'Ohio en 2004 sont des swing states décisifs dans la victoire de George W. Bush : se dit également purple state (État violet), d'après le mélange des deux couleurs représentant, sur les cartes électorales, les partis démocrate (bleu) et républicain (rouge).
- Undervote (sous-vote). Situation dans laquelle un électeur vote lors de différentes élections sur un même bulletin, mais qu'un candidat n'est pas sélectionné pour tous les scrutins.
- West Coast liberal (libéral de la côte ouest). Se différencie du terme employé pour la côte est (East Coast liberal) pour le souci remarqué envers les politiques environnementales, les droits des minorités sexuelles, ainsi que le ton souvent idéaliste des personnes qu'il désigne.
- Winner takes all (le vainqueur prend tout). Se dit du mode de scrutin présidentiel lors duquel le vainqueur dans un État, quel que soit son score, gagne tous les grands électeurs qui l'éliront, si bien qu'un président peut être élu sans être majoritaire au vote populaire, à condition qu'il soit majoritaire pour le vote des grands électeurs, ce qui est récemment le cas lors des élections de 2000 et 2016.
- Write-in candidate (candidat par écrit). Candidat dont les électeurs écrivent le nom sur leur bulletin au lieu de choisir l'un des vainqueurs des primaires. Lors des élections sénatoriales de 2010 en Alaska, Lisa Murkowski est réélue en dépit d'un échec à la primaire républicaine, après une campagne pour que les électeurs écrivent son nom sur leurs bulletins de vote.